# Belonogaster abyssinicus
Belonogaster abyssinicus är en getingart. Belonogaster abyssinicus ingår i släktet Belonogaster och familjen getingar. Utöver nominatformen finns också underarten B. a. adenensis.